# Équation d'orbite

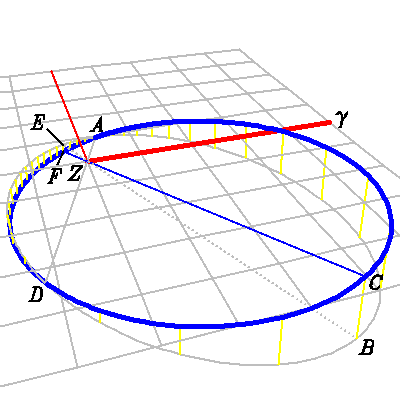
Orbite de la comète 3D/Biela.

En mécanique spatiale, l'équation d'orbite définit la trajectoire du corps en orbite {\displaystyle m_{2}\,\!} autour du corps central {\displaystyle m_{1}\,\!}, sans spécifier la position en fonction du temps. Selon les hypothèses classiques, un corps se déplaçant sous l'influence d'une force, dirigée vers un corps central, d'une magnitude inversement proportionnelle au carré de la distance (cas de la gravité), a une orbite ayant une section conique (c'est-à-dire orbite circulaire, orbite elliptique, parabolique, hyperbolique ou trajectoire radiale) avec le corps central situé en l'un des deux foyers, selon la première loi de Kepler.
Si la section conique coupe le corps central, alors la trajectoire réelle ne peut être que la partie au-dessus de la surface, mais pour cette partie l'équation d'orbite et de nombreuses formules associées s'appliquent encore, tant qu'il s'agit d'une chute libre (situation d'apesanteur).

## Force de loi centrale inversée
Considérons un système à deux corps constitué d'un corps central de masse M et d'un beaucoup plus petit, le corps en orbite autour de masse m, et supposons que les deux corps interagissent par l'intermédiaire d'une force centrale, la loi en carré inverse (telle que la gravitation). En coordonnées polaires, l'équation d'orbite peut s'écrire:
{\displaystyle r={\frac {\ell ^{2}}{m^{2}\mu }}{\frac {1}{1+e\cos \theta }}} où {\displaystyle r} est la distance de séparation entre les deux corps et {\displaystyle \theta } est l'angle que {\displaystyle \mathbf {r} } forme avec l'axe du périastre (également appelée anomalie vraie).
Le paramètre {\displaystyle \ell } est le moment cinétique du corps en orbite autour du corps central, et est égal à 
{\displaystyle mr^{2}{\dot {\theta }}}.
Le paramètre {\displaystyle \mu } est la constante pour laquelle {\displaystyle \mu /r^{2}} équivaut à l'accélération du plus petit corps.
Pour la gravitation, {\displaystyle \mu } est le Paramètre gravitationnel standard, {\displaystyle \mu }={\displaystyle GM}.
Pour une orbite donnée, plus grand est {\displaystyle \mu }, plus le corps en orbite se déplace rapidement : par exemple deux fois plus vite si l'attraction est quatre fois plus forte. Le paramètre {\displaystyle e} est l'excentricité de l'orbite, il est donné par :
{\displaystyle e={\sqrt {1+{\frac {2E\ell ^{2}}{m^{3}\mu ^{2}}}}}} où {\displaystyle E} est l'énergie de l'orbite.
La relation ci-dessus entre {\displaystyle r} et {\displaystyle \theta } est l'équation, en coordonnées polaires {\displaystyle (r,\theta )} d'origine {\displaystyle O}, d'une conique de foyer {\displaystyle F} en {\displaystyle O}, avec :
- {\displaystyle r>0},
- {\displaystyle 0\leq \theta <2\pi }.

La valeur de {\displaystyle e} contrôle le type de section conique de l'orbite :
- quand {\displaystyle e<1}, l'orbite est elliptique ;
- quand {\displaystyle e=1}, l'orbite est parabolique ;
- quand {\displaystyle e>1}, l'orbite est hyperbolique.

La valeur minimale de {\displaystyle e>1} dans l'équation est :
{\displaystyle r={{\ell ^{2}} \over {m^{2}\mu }}{{1} \over {1+e}}}
tandis que, si {\displaystyle e<1}, la valeur maximale est :
{\displaystyle r={{\ell ^{2}} \over {m^{2}\mu }}{{1} \over {1-e}}}
Si le maximum est inférieur au rayon du corps central, alors la section conique est une ellipse qui est entièrement à l'intérieur du corps central et aucune partie de celle-ci n'est une trajectoire possible. Si le maximum est supérieur, mais que le minimum est inférieur au rayon, une partie de la trajectoire est possible :
- si l'énergie est non négative (orbite parabolique ou hyperbolique) : soit l'objet s'éloigne du corps central, soit il s'en rapproche.
- si l'énergie est négative : l'objet peut d'abord s'éloigner du corps central, jusqu'à :

{\displaystyle r={{\ell ^{2}} \over {m^{2}\mu }}{{1} \over {1-e}}}
après quoi il retombe.
Si {\displaystyle r} devient tel que le corps en orbite entre dans une atmosphère, alors les hypothèses standard ne s'appliquent plus, comme dans le cas de la rentrée atmosphérique.

## Trajectoires basse énergie

Orbite elliptique

Si le corps central est la Terre et que l'énergie n'est que légèrement plus grande que l'énergie potentielle à la surface de la Terre, alors l'orbite est elliptique avec une excentricité proche de 1 et une extrémité de l'ellipse juste au-delà du centre de la Terre, et l'autre extrémité juste au-dessus de la surface. Seule une petite partie de l'ellipse est applicable.
Si la vitesse horizontale est {\displaystyle v\,\!}, alors la distance du périastre est {\displaystyle v}²/2{\displaystyle g}. L'énergie à la surface de la Terre correspond à celle d'une orbite elliptique avec {\displaystyle a=R/2\,\!} (avec {\displaystyle R\,\!} le rayon de la Terre), qui ne peut réellement exister car il s'agit d'une ellipse entièrement sous la surface. L'énergie orbitale augmente avec {\displaystyle a}, à un taux {\displaystyle 2g\,\!}. La hauteur maximale au-dessus de la surface de l'orbite est la longueur de l'ellipse, moins {\displaystyle R\,\!}, moins la partie "en dessous" du centre de la Terre, donc deux fois l'augmentation de {\displaystyle a\,\!} moins la distance du périastre. Au sommet[De quoi ?], l'énergie potentielle est {\displaystyle g} fois cette hauteur, et l'énergie cinétique est {\displaystyle v}²/2. À cela s'ajoute l'augmentation d'énergie que nous venons de mentionner. La largeur de l'ellipse est de 19 minutes multiplié par {\displaystyle v\,\!}.
La partie de l'ellipse au-dessus de la surface peut être approximée par une partie d'une parabole, orbite qui est obtenue avec un modèle où la gravité est supposée constante. Cela doit être distingué de l'orbite parabolique au sens de l'astrodynamique, où la vitesse est la vitesse de libération.

## Catégorisation des orbites
Considérons les orbites qui sont horizontales en un point, près de la surface de la Terre. Pour des vitesses croissantes à partir de ce point, les orbites sont :
- partie d'une ellipse avec le grand axe vertical, avec le centre de la Terre comme foyer éloigné (lancer une pierre, vol suborbital, missile balistique)
- un cercle juste au-dessus de la surface de la Terre (orbite terrestre basse)
- une ellipse avec le grand axe vertical, avec le centre de la Terre comme foyer proche
- une parabole
- une hyperbole

Notons que dans la séquence ci-dessus[Où ?], {\displaystyle h}, {\displaystyle \epsilon } et {\displaystyle a} augmentent de façon monotone, mais {\displaystyle e} diminue d'abord de 1 à 0, puis augmente de 0 à l'infini. L'inversion se produit lorsque le centre de la Terre passe du foyer éloigné au foyer proche (l'autre foyer commence près de la surface et passe le centre de la Terre). Nous avons :
{\displaystyle e=\left|{\frac {R}{a}}-1\right|}
En étendant cela à des orbites qui sont horizontales à une autre hauteur, et à des orbites dont l'extrapolation est horizontale sous la surface de la Terre, nous obtenons une catégorisation de toutes les orbites, à l'exception des trajectoires radiales, pour lesquelles, en passant, l'équation d'orbite ne peut pas être utilisée. Dans cette catégorisation, les ellipses sont considérées deux fois, donc pour les ellipses avec les deux côtés au-dessus de la surface, on peut se limiter à prendre le côté qui est le plus bas comme côté de référence, tandis que pour les ellipses ayant un seul côté au-dessus de la surface, on prendra ce côté.